# Menczel Iván
Menczel Iván (Karancsalja, 1941. december 14. – Salgótarján, 2011. november 25.) olimpiai bajnok labdarúgó. Fia Menczel Gábor, a Bonanza Banzai egykori billentyűse.

## Pályafutása

### Klubcsapatban
1953-ban 12 évesen a Salgótarjáni Bányász csapatában kezdte a labdarúgást. 1963 és 1967 között a Tatabányai Bányász labdarúgója volt, és 1964-ben és 1966-ban a bajnokság harmadik helyén végeztek. 1968-ban a Vasashoz igazolt és itt is két bajnoki bronzérem volt a legnagyobb sikere (1968, 1970-1971). Az aktív labdarúgást a budapesti Vasas Izzó csapatában fejezte be 1976-ban.

### A válogatottban
1962-ben tagja volt a chilei világbajnokságon részt vevő keretnek, de mérkőzésen nem lépett pályára. 1968-ban részt vett a mexikóvárosi olimpián és a csapattal aranyérmet nyert. Összesen 7 mérkőzésen szerepelt és 3 gólt ért el.

### Edzőként
Visszavonulása után utánpótlásedzőként dolgozott, a Vasas Izzó, a Vörös Csillag Gépgyár, a Fót, a Salgótarján és a Vasas csapatainál.

## Sikerei, díjai
- Olimpiai játékok
  - aranyérmes: 1968, Mexikóváros
- Magyar bajnokság
  - 3.: (4 alkalommal): 1964, 1966, 1968, 1970–1971

## Statisztika

### Mérkőzései a válogatottban
| Magyarország | Magyarország      | Magyarország                       | Magyarország | Magyarország | Magyarország | Magyarország         | Magyarország | Magyarország |
| #            | Dátum             | Helyszín                           | Hazai        | Eredmény     | Vendég       | Kiírás               | Gólok        | Esemény      |
| ------------ | ----------------- | ---------------------------------- | ------------ | ------------ | ------------ | -------------------- | ------------ | ------------ |
|              | 1968. október 13. | Guadalajara, Estadio Jalisco (MEX) | Magyarország | 4 – 0        | Salvador     | olimpiai C csoport   | -            | 19'          |
|              | 1968. október 15. | Guadalajara, Estadio Jalisco (MEX) | Magyarország | 2 – 2        | Ghána        | olimpiai C csoport   | -            | 17'          |
|              | 1968. október 17. | Guadalajara, Estadio Jalisco (MEX) | Magyarország | 2 – 0        | Izrael       | olimpiai C csoport   | -            |              |
|              | 1968. október 20. | Guadalajara, Estadio Jalisco (MEX) | Magyarország | 1 – 0        | Guatemala    | olimpiai negyeddöntő | -            | 60'          |
|              | 1968. október 22. | Mexikóváros, Estadio Azteca (MEX)  | Magyarország | 5 – 0        | Japán        | olimpiai elődöntő    | -            | 56'          |
|              | 1968. október 26. | Mexikóváros, Estadio Azteca (MEX)  | Magyarország | 4 – 1        | Bulgária     | olimpiai döntő       | -            | 41'          |
|              | Összesen          |                                    |              | 0            | mérkőzés     |                      | 0            | gól          |